# Tworzykowo
Tworzykowo (prononciation : [tfɔʐɨˈkɔvɔ]) est une localité polonaise de la gmina de Brodnica dans le powiat de Śrem de la voïvodie de Grande-Pologne dans le centre-ouest de la Pologne.
Elle se situe à environ 6 kilomètres au nord-est de Brodnica (siège de la gmina), à 10 kilomètres au nord de Śrem (siège du powiat) et à 27 kilomètres au sud de Poznań (capitale régionale).

## Histoire
De 1975 à 1998, la localité faisait partie du territoire de la voïvodie de Poznań.

Depuis 1999, Tworzykowo est situé dans la voïvodie de Grande-Pologne.